# Simple Common Gateway Interface
Das Simple Common Gateway Interface (SCGI) ist ein textbasiertes Netzwerkprotokoll für die Anbindung eines Anwendungsservers an einen Webserver. Es ist eine Alternative zu HTTP und dem klassischen CGI und ähnelt dem FastCGI-Protokoll.
Die Spezifikation wurde von Neil Schemenauer erstellt und am 12. Januar 2006 als gemeinfreie Spezifikation veröffentlicht. Im Vergleich zu FastCGI ist das SCGI-Protokoll einfacher zu implementieren; moderne Webserver bieten mittlerweile gleichermaßen Unterstützung für FastCGI und SCGI an.

## Protokollbeschreibung
Jeder SCGI-Request (engl. Anfrage) besteht aus einer Liste von Headern (Beschreibung des Inhalts) und einem Body (Inhalt). Die Header werden als Netstring kodiert und anschließend gefolgt vom Body über eine eigene Verbindung zur SCGI-Anwendung verschickt. Die Verbindung bleibt dabei bestehen und wird erst, nachdem die SCGI-Anwendung eine Antwort geschickt hat, beendet.
Durch die Kodierung der Header als Netstring beginnt jeder SCGI-Request mit einer Ziffer. Da dieser deshalb mit einem ASCII Byte zwischen '1' und '9' beginnt, kann dieser von einem HTTP-Forward unterschieden werden – eine laufende SCGI-Applikation kann so leicht in die Lage versetzt werden, gleichermaßen SCGI-Requests und HTTP GET/POST-Anfragen zu behandeln.
Für die Antwort ist im Protokoll kein Format definiert. Es ist allerdings wie bei CGI üblich, dass die Antwort mit dem Status-Parameter beginnt.

### Header
| <Key> | <NUL> | <Value> | <NUL> |

Wie oben dargestellt besteht jeder Header aus einem Key-Value-Pair (engl. Schlüssel-Wert-Paar). Dabei wird der Schlüssel mit einem ASCII-Null (NUL) vom Wert getrennt, sowie der Header mit einem ASCII-Null (NUL) abgeschlossen. Jeder Schlüssel muss eindeutig sein und darf folglich nur einmal vorkommen.

### SCGI-Request
| <Länge des Netstrings>: | "CONTENT_LENGTH" | <NUL> | <Länge des Body> | <NUL> | "SCGI" | <NUL> | 1 | <NUL> | ... | "," | <Body> |

Der erste Header muss den Schlüssel "CONTENT_LENGTH" haben und darf keinen leeren Wert haben, selbst wenn die Länge des Body 0 beträgt. Danach folgen alle übrigen Header, die aber optional sind mit Ausnahme eines mit Schlüssel "SCGI" und Wert 1.

## Webserverunterstützung
Folgende Webserver unterstützen das SCGI-Protokoll.
- Apache HTTP Server
- Lighttpd
- Nginx Server
- Althttpd[2]

## Sprachanbindung
Folgende Programmiersprachen unterstützen die Erstellung von SCGI-Applikationen per Sprachanbindung:
- D
- Ruby
- Python
- Lisp
- Perl
- Haskell
- Java
- PHP
- Tcl